# Singapore Cup 2008
Der Singapore Cup 2008, aus Sponsorengründen auch als  RHB Singapore Cup bekannt, war die 11. Austragung des Fußball-Pokalwettbewerbs für singapurische Vereinsmannschaften und geladene Mannschaften. In dieser Saison nahmen insgesamt 16 Mannschaften teil. Titelverteidiger war der Singapore Armed Forces FC.

## Teilnehmer
Insgesamt nahmen 16 Mannschaften teil, 13 Vereine aus der S. League sowie drei eingeladene Vereine aus Thailand und Kambodscha.
| S. League 12 Vereine der S. League | Eingeladene Vereine                                                                                 |
| - Albirex Niigata (Singapur) - Balestier Khalsa - Brunei DPMM FC - Dalian Shide Siwu - Geylang United - Gombak United - Home United - Sengkang Punggol FC - Singapore Armed Forces FC - Super Reds - Tampines Rovers - Woodlands Wellington - Young Lions | Aus Thailand - Bangkok University - Thailand Tobacco Monopoly FC Aus Kambodscha - Phnom Penh Empire |

## Vorrunde
| Datum        |                            | Ergebnis              |                              |
| ------------ | -------------------------- | --------------------- | ---------------------------- |
| 6. Mai 2008  | Young Lions                | 2:0                   | Phnom Penh Empire            |
| 7. Mai 2008  | Dalian Shide Siwu          | 1:5                   | Home United                  |
| 8. Mai 2008  | Singapore Armed Forces FC  | 2:0                   | Balestier Khalsa             |
| 9. Mai 2008  | Woodlands Wellington       | 1:0                   | Brunei DPMM FC               |
| 10. Mai 2008 | Gombak United              | 0:1                   | Thailand Tobacco Monopoly FC |
| 11. Mai 2008 | Albirex Niigata (Singapur) | 1:4                   | Bangkok University           |
| 12. Mai 2008 | Super Reds                 | 2:1 n. V.             | Geylang United               |
| 13. Mai 2008 | Sengkang Punggol FC        | 1:1 n. V. (3:4 i. E.) | Tampines Rovers              |

## Viertelfinale
| Datum                    |                              | Gesamt          |                           | Hinspiel | Rückspiel |
| ------------------------ | ---------------------------- | --------------- | ------------------------- | -------- | --------- |
| 4./7. Juli 2008          | Thailand Tobacco Monopoly FC | 1:1 (2:4 i. E.) | Woodlands Wellington      | 1:1      | 0:0 n. V. |
| 8./11. Juli 2008         | Bangkok University           | 0:1             | Young Lions               | 0:1      | 0:0       |
| 9. Juli/17. August 2008  | Tampines Rovers              | 2:1             | Home United               | 0:1      | 2:0       |
| 10. Juli/18. August 2008 | Super Reds                   | 1:4 (1:3 i. E.) | Singapore Armed Forces FC | 1:1      | 0:3 n. V. |

## Halbfinale
| Datum               |                           | Gesamt |                 | Hinspiel | Rückspiel |
| ------------------- | ------------------------- | ------ | --------------- | -------- | --------- |
| 21./24. August 2008 | Woodlands Wellington      | 4:3    | Young Lions     | 1:2      | 3:1       |
| 22./25. August 2008 | Singapore Armed Forces FC | 4:0    | Tampines Rovers | 2:0      | 2:0       |

## Spiel um Platz 3
| Datum             |             | Ergebnis        |                 |
| ----------------- | ----------- | --------------- | --------------- |
| 20. November 2008 | Young Lions | 3:3 (2:3 i. E.) | Tampines Rovers |

## Finale
| Datum             |                      | Ergebnis  |                           |
| ----------------- | -------------------- | --------- | ------------------------- |
| 21. November 2008 | Woodlands Wellington | 1:2 n. V. | Singapore Armed Forces FC |

| Paarung  | Woodlands Wellington – Singapore Armed Forces FC                          |
| Ergebnis | 1:2 n. V. (1:1, 0:1)                                                      |
| Datum    | 21. November 2008                                                         |
| Stadion  | Jalan Besar Stadium, Singapur                                             |
| Tore     | 0:1 Shaiful Esah (45.) 1:1 Fadzuhasny Juraimi (79.) 1:2 Kenji Arai (102.) |